# Fabián Castillo
Fabián Andrés Castillo Sánchez (Cali, 17 giugno 1992) è un calciatore colombiano, attaccante del Deportivo Cali in prestito dal Club Tijuana.

## Palmarès

### Club

#### Competizioni nazionali
- Copa Chile: 1

Colo-Colo: 2023